# Operazione Veritable
L'operazione Veritable (cui ci si riferisce a volte con la denominazione battaglia della Reichswald) fu la parte settentrionale di una manovra a tenaglia condotta dal 21º Gruppo d'armate britannico, al comando del generale Bernard Law Montgomery, in particolare dalla 1ª Armata canadese del generale Harry Crerar e dal XXX Corpo d'armata britannico del generale Brian Horrocks, durante l'invasione alleata della Germania. L'operazione si svolse tra l'8 febbraio e l'11 marzo 1945, con lo scopo di occupare l'area tra il fiume Reno e il fiume Mosa, presso il confine tra la Germania e i Paesi Bassi nella regione della Renania. Fu parte della strategia del generale Dwight Eisenhower, detta broad front ("ampio fronte"), il cui scopo principale era occupare la riva occidentale del Reno, prima di tentare qualsiasi attraversamento del fiume stesso ed entrare in territorio nazionale tedesco. L'operazione Veritable era stata originariamente chiamata Valediction ed pianificata per l'inizio di gennaio del 1945.
L'operazione ebbe tre principali fattori di complicazione. In primo luogo, il terreno boscoso, tra il Reno e Mosa, annullò in gran parte i vantaggi anglo-canadesi in fatto di truppe e armamenti e la situazione fu aggravata dal terreno morbido e dalle inondazioni delle adiacenti pianure alluvionali per mano dei tedeschi stessi. In secondo luogo, la parte meridionale della manovra a tenaglia, affidata alla 9ª Armata statunitense, era stata rinviata poiché i tedeschi rilasciarono le acque delle dighe lungo il Reno non vi furono manovre militari finché l'acqua non cominciò a defluire.
Veritable ebbe inizio quando programmato, con l'avanzata della 3ª Divisione canadese in avanguardia, a bordo di veicoli anfibi ed eliminando tutte le postazioni nemiche sulla piana inondata dal Reno. L'avanzata fu lenta e con pesanti perdite. Il ritardo consentì alle forze tedesche di concentrarsi contro quelle anglo-canadese. Il comandante tedesco, Alfred Schlemm, aveva fortificato la linea Sigfrido contro l'avanzata alleata e aveva truppe d'élite fresche a sua disposizione per rafforzare la sua difesa. Il combattimento fu difficile, ma l'avanzata degli Alleati continuò, anche se costosa, in termini di vite umane e materiali, e più lentamente del previsto. Il 22 febbraio, una volta attraversata la Reichswald (dal tedesco, Foresta Imperiale) e prese Kleve e Goch, l'offensiva fu rinnovata sotto il nome di Blockbuster, che portò all'affiancamento con la 9ª Armata americana, vicino a Geldern, il 4 marzo. I tedeschi cercarono tuttavia di mantenere un testa di ponte sulla riva occidentale del Reno per evacuare più uomini e attrezzature possibile prima di distruggere i ponti, il 10 marzo.
Dopo la guerra, il generale Eisenhower, Comandante Supremo Alleato, commentò "questo fu uno dei combattimenti più feroci di tutta la guerra" e "una partita amara in cui il nemico, combattendo fino all'ultimo, fu costretto ad arretrare metro dopo metro". Montgomery, il comandante dell'esercito britannico, scrisse: "Le truppe aviotrasportate nemiche hanno combattuto con un fanatismo insuperabile, in ogni momento, durante tutta la guerra" e "il volume di fuoco subìto dalle armi nemiche era il più pesante che fosse finora stato raggiunto da truppe britanniche nella campagna."

## Contesto
Il generale Eisenhower riteneva che la strada migliore per avanzare in Germania era attraverso le pianure dell'Europa centrosettentrionale, che portano al cuore industriale tedesco della Ruhr. Il primo requisito era di avvicinarsi al Reno lungo tutta la sua lunghezza. I preparativi per l'operazione, inizialmente chiamata Valediction, furono ritardati per poter arginare l'attacco tedesco nell'offensiva delle Ardenne di dicembre perdendo così i vantaggi per gli alleati del terreno reso duro dal ghiaccio.

## Ordine di battaglia

### Alleati
Il 21º Gruppo d'Armate era costituito dalla 2ª Armata britannica, del generale Miles Dempsey, dalla 1ª Armata canadese, del generale Harry Crerar, e la 9ª Armata statunitense, del generale William Simpson. Mentre i canadesi avrebbero attaccato lungo il versante settentrionale, i britannici, di rinforzo, sarebbe avanzati attraverso la Foresta Reichswald, fino al Reno. Il compito degli americani era quello di chiudere la tenaglia da sud, nell'operazione Grenade.
La 1ª Armata canadese, durante l'autunno precedente, aveva avuto grosse difficoltà nei combattimenti per la conquista di Anversa. L'armata era numericamente la più piccola tra gli eserciti alleati in Nord Europa e, al di là del nome, era composta significativamente, nella sua struttura, da unità britanniche. Per Veritable, venne rafforzata dal XXX Corpo d'Armata del generale Brian Horrocks. All'inizio dell'operazione, le unità che componevano l'armata erano, da ovest a est, attraverso il fronte alleato:
- 3ª Divisione di fanteria canadese (gen. Daniel Spry)
- 2ª Divisione di fanteria canadese (gen. Bruce Matthews)
- 15ª Divisione di fanteria "Scottish" britannica (gen. Colin Barber)
- 53ª Divisione di fanteria "Welsh" britannica (gen. Robert Knox Ross)
- 51ª Divisione di fanteria "Highland" britannica (gen. Tom Rennie)

Ulteriori divisioni sono state impegnate durante il proseguire delle operazioni:
- 43ª Divisione di fanteria "Wessex" britannica (gen. Gwilym Ivor Thomas)
- Divisione corazzata delle Guardie britannica (gen. Allan Adair)
- 11ª Divisione corazzata britannica (gen. George Roberts)

### Tedeschi
Le valutazioni da parte del comando tedesco erano che un'avanzata alleata attraverso la Foresta Reichswald sarebbe stata troppo difficile e si prevedeva che l'assalto sarebbe avvenuta da parte della 2ª Armata Britannica dall'area di Venlo. Alfred Schlemm , il locale comandante tedesco, era fortemente in disaccordo, ritenendo, giustamente, che la Reichswald era la strada più probabile. Egli, assicurato che la zona era ben fortificata, spostò, con estrema calma, alcune delle sue riserve per essere più vicine. Le unità tedesche erano:
- 84ª Divisione di fanteria (gen. Heinz Fiebig)
- 655º Battaglione pesante anticarro
- 180ª Divisione di fanteria (gen. Bernhard Klosterkemper)
- 7ª Divisione paracadutisti (gen. Wolfgang Erdmann)
- 47º Corpo Panzer (gen. Heinrich Freiherr von Lüttwitz)
- 346ª Divisione di fanteria (gen. Steinmueller)

## Terreno dello scontro

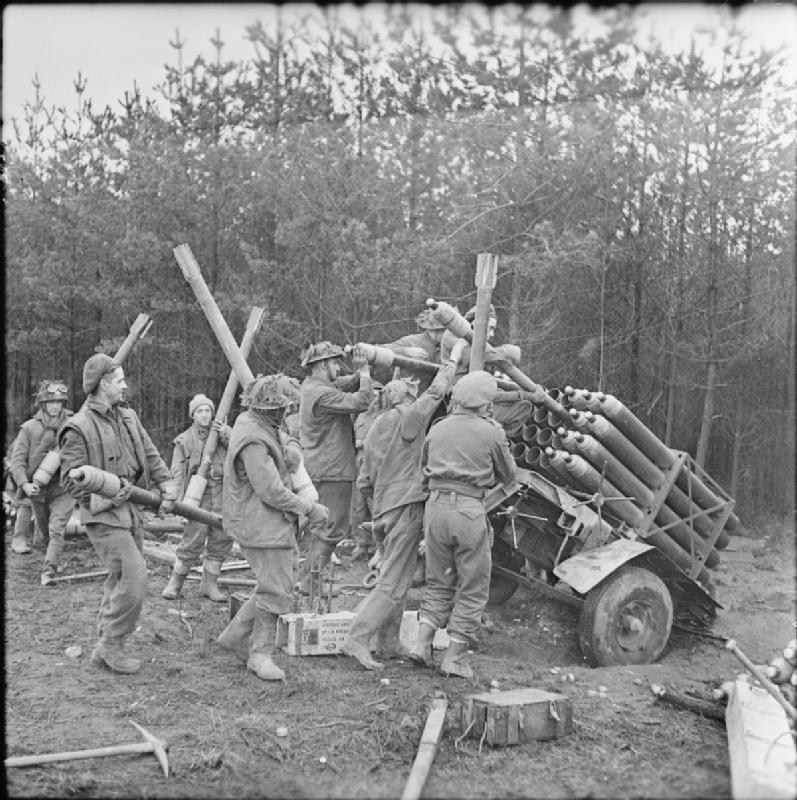
Missili d'artiglieria vengono caricati per l'offensiva alla Foresta tedesca

L'avanzata anglo-canadese partiva da Groesbeek, liberata durante l'operazione Market Garden, diretta a est, verso Kleve e Goch, girando a sud est lungo il Reno fino a Xanten e le unità americane. L'intera area di battaglia era tra il Reno e la Mosa, spostatasi poi attraverso la Reichswald e poi nei villaggi limitrofi.
La Reichswald è una zona boschiva nei pressi del confine tra Germania e Paesi Bassi. A nord vi è una pianura alluvionale che all'epoca, venne fatta inondare dopo l'inverno umido e sud vi è un'altra pianura che confina con l Mosa. L'area della battaglia è un residuo glaciale che, una volta bagnato, si converte facilmente in fango, come durante l'operazione, quando il terreno si era scongelato divenendo, in gran parte, inadatto per i veicoli a ruote e cingoli.
Attraversare la foresta era perciò un problema per gli alleati, cosa che sarebbe rimasta anche per il successivo rifornimento e rinforzo. Le uniche strade principali passavano a nord, tra Nimega e Kleve, e a sud, tra Mook e Goch; vi erano due collegamenti nord-sud: da Kranenburg a Hekkens, due-cinque chilometri dietro il fronte tedesco, e da Kleve a Goch, lungo il bordo orientale della foresta. La questione della mancanza di strade adeguate venne aggravata dalle condizioni del terreno bagnato e dalle inondazioni volontarie delle pianure alluvionali, costringendo gli alleati ad usare mezzi anfibi.
I tedeschi avevano costruito tre linee difensive. La prima andava da Wyler al Mosa, lungo il bordo occidentale del Reichswald, presidiato dall'84ª Divisione e il 1º Reggimento Paracadutista. La seconda, oltre la foresta, passava tra Rees, Kleve e Goch; infine la terza corre attraversando Rees, attraverso la foresta Hochwald fino a Geldern.

## L'operazione
Per l'operazione venne costruito un nuovo ponte ferroviaria che incrementare i collegamenti con Nimega e vennero realizzati un altro ponte ferroviario sulla Mosa, presso Mool, e nuove strate. Furono imposte strette restrizioni ai movimenti di truppe e sui voli aerei, camuffando gli ammassi di truppe e materiali.
L'operazione Veritable era progettato in tre fasi:
1. La cattura della Foresta Reichswald e la messa in sicurezza della linea Gennep-Asperden-Kleve.
2. Lo sfondamento della seconda linea difensiva ad est e sud-est della foresta, la cattura delle località Weeze-Üdem-Kalkar-Emmerich e delle vie di comunicazione tra di loro.
3. Lo sfondamento della linea lungo la Foresta Hochwald e la conquista della linea difensiva Geldern-Xanten.

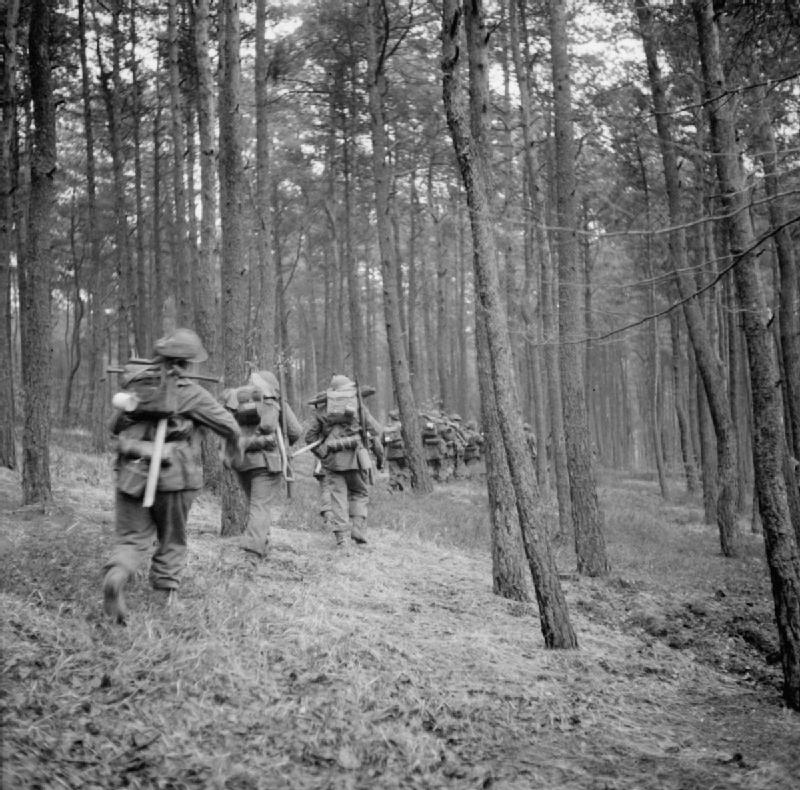
Soldati inglesi avanzano nella Reichswald, 8 febbraio 1945

L'operazione iniziò con un attacco frontale contro la fanteria tedesca posizionata in un terreno che li favoriva. Al fine di ridurre i vantaggi dei difensori, vennero effettuati bombardamenti di artiglieria su vasta scala che furono tra i più imponenti della guerra. La speranza era che questo, non solo distruggere le difese tedesche, ma anche minasse il morale dei difensori e la loro volontà di combattere. Per evitare che i difensori si rafforzassero ulteriormente, furono eseguiti diversi raid aerei con lo scopo di isolare i tedeschi dal resto delle loro truppe.
L'operazione cominciò l'8 febbraio 1945 e, il giorno dopo, i tedeschi aprirono le chiuse della diga più grande del fiume Roer, liberando l'acqua verso la valle. Il giorno successivo fecero lo stesso con le dighe più a monte, sempre sul Roer e sull'Urft. Il livello del fiume è salì di sessanta centimetri in un'ora e la valle della Mosa rimase allagata per circa due settimane.
Il XXX Corpo avanzò nonostante i pesanti combattimenti lungo la stretta lingua di terra tra la Mosa e il Waal, a est di Nimega, ma gli statunitensi non furono in grado di muoversi fino a quando le acque non si abbassarono, tre settimane dopo.
Durante le due settimane di allagamento, Hitler non permise al generale Gerd von Rundstedt di ritirare le truppe a est, oltre il Reno, sostenendo che non farebbe che ritardare l'inevitabile lotta. Egli ordinò di combattere sul luogo dove si trovavano e il ritardo americano concesse ai tedeschi di concentrarsi contro britannici e canadesi.
Inizialmente, il XXX Corpo ottenne rapidi successi lungo la maggior parte del suo fronte ma, dopo la prima giornata, giunsero al fronte le riserve tedesche, rallentando i progressi alleati. La foresta e le inondazioni non rallentarono l'avanzata. La 3ª Divisione canadese usò dei veicoli anfibi Buffalo per oltrepassare le aree alluvionate, senza correre il rischio di finire su campi minati e eliminando la resistenza tedesca ristretta e divisa in piccole "isole". Il Corpo d'Armata riuscì inoltre a portare con sé i mezzi corazzati, nonostante il numero elevato di danni dovuti alle condizioni ambientali.

## Operazione Blockbuster e conclusione
Una volta presa la Reichswald, le forze alleate fecero una pausa per riorganizzarsi, prima di riprendere la loro avanzata verso il crinale boscoso Hochwald e verso Xanten, ad est di questo, per poi congiungersi con gli statunitensi che avrebbero concluso così l'operazione Blockbuster. Come previsto, queste manovre cominciarono il 22 febbraio, l'attacco della 15ª Divisione Scottish ai boschi a nord-est di Weeze che venne conquistato due giorni dopo, il 24, quando la 53ª Divisione Welsh avanzà verso sud, in direzione di Goch, prendendo per l'appunto Weeze e continuando verso sud-ovest. Infine, il 2º Corpo d'Armata canadese avrebbe dato il via, il 26 febbraio, alle manovre destinate a superare le difese tedesche di Hochwald per poi puntare su Xanten.
Quando l'acqua defluì, la 9ª Armata americana fu in grado di attraversare il Roer, il 23 febbraio, ma per allora le altre forze alleate erano vicino al Reno. Le divisioni di Rundstedt, che erano rimasti sulla riva occidentale del fiume, furono fatte a pezzi in Renania e 290 000 uomini vennero fatti prigionieri.
Dopo la battaglia, la 34ª Brigata Corazzata condusse un'indagine sul suo ruolo nella fase della battaglia nella foresta per fare esperienza sulle tattiche da adottare in quelle situazioni.